# Еварист Галоа
Еварист Галоа (на френски: Évariste Galois; 25 октомври 1811 – 31 май 1832) е френски математик роден в Бур-ла-Рен. Той е математическо дете-чудо. Още като ученик успява да определи необходимо и достатъчно условие един полином да е решим в радикали, обобщавайки работата по многовековния проблем. Неговите работи са основа за теорията на Галоа – основен дял във алгебрата. Той първи въвежда термина група, обозначавайки пермутационна група, и по същество изгражда цялата теория на крайните алгебрични полета, наричани в негова чест полета на Галоа.

## Политически пристрастия
Галоа е заклет републиканец, известен с тоста си за последния френски крал Луи-Филип с нож над чашата. Задържан е за участието си в протеста в Деня на Бастилията през 1831 г. Убит е на дуел на двадесетгодишна възраст – само два дни след освобождаването му от затвора. Счита се, че дуелът е инсцениран от тайната полиция с цел убийството на Галоа поради политическите му убеждения.
В нощта преди дуела Галоа е бил убеден, че ще бъде убит. През цялата нощ той пише писма до републиканските си приятели, както и математическото си завещание.

## Образование
През 1828 г. Галоа се явява на приемния изпит в Екол политекник без стандартната подготовка по математика, и не го приемат. Отново не успява при втория си, последен опит на следващата година. Неуспехите му не са поради липса на знания, но точните причини не са документирани. Една от версиите е, че Галоа е отказал да докаже твърденията си и да отговаря на въпросите на изпитващия. Възможно е това да е повлияно от скорошното самоубийство на баща му. През 1830 г. е приет в Екол нормал.

## Принос в математиката
Мемоарът на Галоа за теорията на уравненията от висока степен е изпращан за публикуване неколкократно, но не е публикуван приживе. Първоначално е изпратен до Огюстен Луи Коши, който го връща с обяснението, че повтаря работата на Нилс Абел. Галоа променя мемоара и по съвет на Коши го изпраща на Жан-Батист Жозеф Фурие през 1830 г., кандидатствайки за Голямата награда на Академията. За нещастие Фурие умира скоро след това и мемоарът е загубен. Наградата е дадена на Абел и Карл Густав Якоби. Въпреки загубата на мемоара Галоа публикува три статии през същата година, полагайки основите на теорията на алгебричните групи, която свежда решенията на уравнения от произволна степен до алгебрични групи.
През януари 1831 г. Галоа се връща към математиката. Симеон Дени Поасон му предлага да изпрати работите си по решенията на полиноми, но впоследствие, когато е в затвора заради политическата си дейност, получава отказ. Поасон твърди (пред други), че „доказателствата му са неясни и недостатъчно развити, за да можем да съдим за верността им“. Важността на откритията на Галоа не е призната приживе, макар някои математици като Коши да разбират последствията им.
В писмо до приятел, написано преди дуела, Галоа формулира основните теореми за интегралите от алгебрични функции, преоткрити впоследствие от Бернхард Риман.
Рано сутринта на 30 май 1832 г. Галоа е ранен в корема и умира на следващия ден, отказвайки се от религиозна помощ. Последните му думи към брат му Алфред са:
Ne pleure pas, Alfred! J'ai besoin de tout mon courage pour mourir à vingt ans! („Не плачи, Алфред! Нужна е цялата ми смелост, за да умра на двадесет!“)
Математическият принос на Галоа е окончателно признат през 1843 г., когато Жозеф Лиувил разглежда ръкописа му и обявява, че наистина е решил предложения и решен и от Абел проблем. Ръкописът в публикуван в броя от октомври – ноември 1846 г. на „Журнал за чиста и приложна математика“ („Journal des mathématiques pures et appliquées“).